# 阿河 (東貝費恩)
52°5′22″N 7°44′50″E / 52.08944°N 7.74722°E

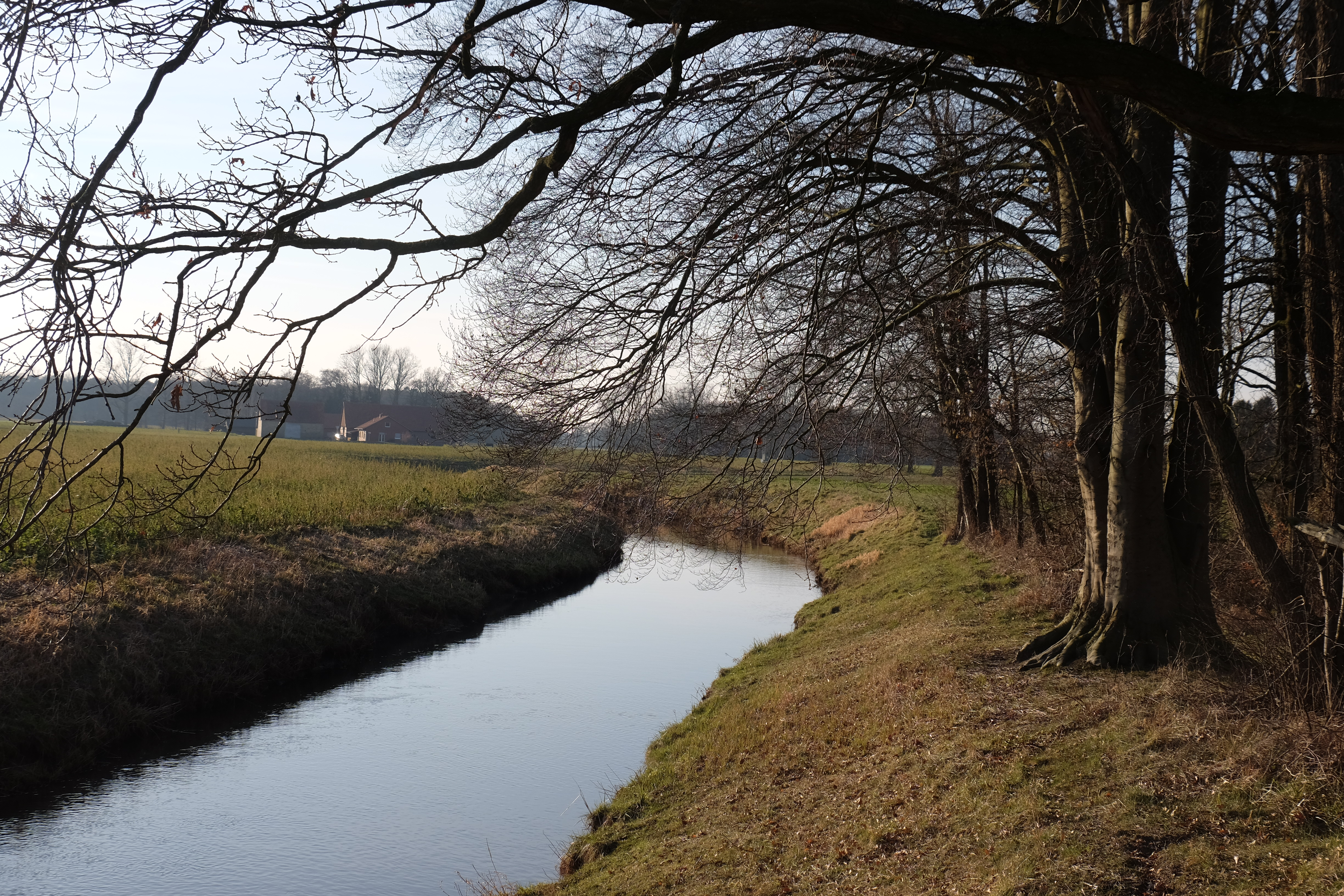

阿河（德語：Aa），是德國的河流，位於該國西部，處於北萊茵-威斯特法倫州，屬於埃爾廷米倫巴赫河的左支流，河道全長11公里，流域面積166平方公里。